# Grafton Holband
Grafton Holband (Groningen, 25 februari 1965) is een Nederlands voormalig profvoetballer, die van 1989 tot 1994 bij FC Groningen speelde. In 109 Eredivisie wedstrijden van FC Groningen waarin hij speelde scoorde hij zes keer, tevens speelde Holband 6 keer voor Groningen in de beker en tweemaal in Europees verband (tegen Váci FC Samsung en FC Rot-Weiß Erfurt).
Daarnaast speelde hij in zijn jeugd basketbal voor Donar, waar hij twee jaar lang guard-forward was. Op achttienjarige leeftijd moest hij kiezen tussen basketbal en voetbal en koos voor voetbal.

## Clubstatistieken
| seizoen | club         | competitie | duels | goals |
| ------- | ------------ | ---------- | ----- | ----- |
| 1989/90 | FC Groningen | Eredivisie | 19    | 2     |
| 1990/91 | FC Groningen | Eredivisie | 26    | 2     |
| 1991/92 | FC Groningen | Eredivisie | 30    | 1     |
| 1992/93 | FC Groningen | Eredivisie | 26    | 0     |
| 1993/94 | FC Groningen | Eredivisie | 8     | 1     |